# Győri ETO FC
Győri ETO FC je mađarski nogometni klub iz Jure. Osnovan je 1904. godine pod imenom Tvornica vagona Győri ETO (Győri Vagongyár ETO). Boje kluba su bijela i zelena. Győri svoje utakmice igra na ETO Parku, koji ima kapacitet od 15.600 gledatelja. Klub je tri puta bio prvak Mađarske (1963., 1981./82. i 1982./83.), te četiri puta osvajač kupa (1965., 1966., 1967., 1979.). U Europi su u sezoni LP 1964./65. bili u polufinalu gdje ih je zaustavila Benfica iz Lisabona (1:0 i 4:0).

## Povijest
Promjene imena kroz povijest kluba:
- 1994.: Győri ETO FC
- 1992.: Rába ETO FC Győr
- 1985.: Győri ETO FC
- 1965.: Rába ETO Győr
- 1957.: Győri Vasas ETO
- 1957.: Magyar Wilhelm Pieck Vagon - és Gépgyár ETO Győr
- 1954.: Wilhelm Pieck Vasas ETO SK Győr
- 1953.: Vasas SE Győr
- 1952.: Győri Vasas
- 1950.: Győri Vasas SC ETO
- 1904.: Győri Vagongyár ETO

## Uspjesi
- Nemzeti Bajnokság I: 4 puta
- Magyar Kupa: 4 puta
- Szuperkupa: 1 put

## Vanjske poveznice
- Službene stranice